# Pokémon: Giratina and the Sky Warrior
Pokémon: Giratina e o Cavaleiro do Céu é um filme de longa-metragem produzido no Japão em 2008 e depois foi enviado nos Estados Unidos em 2009, o décimo primeiro da série Pokémon. Além disso, é a segunda parte da trilogia da Saga Diamante e Pérola, sendo a continuação do filme Pokémon: O Pesadelo de Darkrai.

## Sinopse
Giratina é o único morador do Mundo Reverso, um mundo pouco conhecido em paralelo com o nosso em que vivemos. Furioso quando Palkia e Dialga distorcem o tempo e o espaço, Giratina leva Dialga até o Mundo Reverso para iniciar uma batalha - mas o confronto é paralisado por um pequeno Shaymin, um Pokémon Gratidão.
Após deixar o Mundo Reverso e conhecer Ash e seus amigos, Shaymin - comunicando-se telepaticamente - pede por ajuda, para que ele possa se reunir com os outros Shaymin no jardim Gracidea.
Logo depois de Ash e seus amigos aceitarem ajudar Shaymin, eles são arrastados para o Mundo Reverso, e lá eles conhecem Newton Graceland, que está pesquisando sobre aquele mundo misterioso. O que eles não sabem é que o antigo assistente de Newton, Zero, deseja selar o poder de Giratina para que então ele possa dominar o Mundo Reverso, mesmo se isso causar a destruição do mundo real!
Será que nossos heróis conseguirão deter os planos malignos de Zero e proteger os dois mundos? Irá Giratina resolver suas diferenças com Dialga? E o que Ash e seus amigos irão aprender sobre aquele Shaymin especial?

## Resumo
O Mundo Reverso (Reverse World) é um mundo que recebe a poluição do Mundo Real (Real World) na forma de veneno, Dessa forma, a balança do meio ambiente do Mundo Real não é destruída pela poluição do ar. Giratina olha sobre Dialga e Palkia como se eles fossem inimigos, por causa dos efeitos da contaminação no Mundo Reverso estarem aumentando, em consequência do confronto de tempo-espaço do último ano. Dialga, que está descançando em um lago, é atacado por Giratina e é arrastado para o Mundo Reverso; Shaymin, que está presente, também é pego. Escapar é impossível para Dialga, mas Shaymin arranja uma forma de livrar-se através da absorção do veneno que se encontra no Mundo Reverso. Tal ato de Shaymin, acaba causando uma explosão e abrindo um buraco no Mundo Reverso, onde Shaymin e Dialga conseguem escapar. Enquanto estão escapando, Dialga coloca o Mundo Reverso em um loop de tempo, fechando-o e impedindo que Giratina entre no Mundo Real. Shaymin é um Pokémon agradável. Ele respira o ar sujo e poluído dos mundos e o devolve limpo. No entanto, se ele respira em meio ao veneno, uma explosão violenta de energia ocorre. Esta habilidade é chamada de Semente Ofuscante (Seed Flare), sendo uma força explosiva capaz de abrir um grande buraco no Mundo Reverso. Giratina, de alguma maneira tentando deixar o Mundo Reverso, dá a impressão de estar esperando para atacar Shaymin. O problema é que Shaymin não entende a intenção de Giratina, e acaba fugindo, dizendo “I’m going to be eaten!” (Ele vai me comer!). Ele acaba pegando o péssimo hábito de ficar dizendo “I’m going to be eaten!” para pessoas que não tem intenção nenhuma de machucá-lo. Dessa forma, acaba sempre fugindo, pois acha que vai ser ferido. Com Ash não é diferente, ele sempre diz a mesma frase e também acabou fugindo na primeia vez em se encontraram. Enquanto estão esquivando-se dos ataques de Giratina, Ash e Cia rumam para o jardim florido que Shaymin anseia. Com o hábito de carregar flores, ele diz que está fazendo isso para conservar o jardim florido de Gracidia pollen (pólen de Gracidia), que induz a mudança celeste (sky change). Inesperadamente, durante a jornada, Shaymin toca a Gracidia pollen e transforma-se um sua forma celeste (Sky Forme). Sua personalidade se torna um tanto forte, e faz com que ele tenha a insensata ideia de tentar batalhar com Giratina, ao invés de ficar apenas fugindo. Mais uma vez, Seed Flare é usado, mas Ash e Cia escapam. Shaymin diz: “Vocês ficaram distantes disto por causa minha. Sejam gratos”. Ash acredita que a personalidade de Shaymin não mudou depois de tudo. No entanto, a Forma Celeste possui um ponto fraco: enfraquece no frio e à noite, revertendo para a Forma Terrestre (Land Forme). Normalmente, Shaymin viaja no braços ou em cima da cabeça de Dawn. No entanto, quando Giratina ou Zero ataca, ele tem o hábito de ir para a cabeça de Ash. Reação de Shaymin: “If I’m going to be eaten anyway, I want to be eaten with Ash.” (Se eu for comido, eu quero ser comido com Ash). O plano de Zero para dominar o Mundo Reverso, não se importa com a batalha entre Giratina e Shaymin. Shaymin é capturado, usa o Seed Flare para fazer um buraco no céu, assim como Giratina desejava, e Giratina acaba escapando para o Mundo Real, mas acaba sendo capturado também. Sua habilidade de viajar no espaço é escaneada. O equipamento de escaneamento foi criado por Mugen, sendo Zero o seu ex-assistente. Quando o sistema de escaneamento falha e começa a sugar a vida de Giratina, Zero mente e diz que irá parar o escaneamento. De qualquer forma, Ash e Mugen param a máquina. Com a habilidade de viajar no espaço copiada, Giratina começa a morrer. Sem compreender a situação de Giratina, Shaymin o revive com Aroma Terapia (Aromatherapy). Obtendo a habilidade de viajar no espaço, Zero se louva e, para remover a origem da poluição no Mundo Reverso, começa a destruir os pilares de suporte do Mundo Real. Suas ações começam a refletir no Mundo Real, causando um iceberg. Isso acaba criando uma crise onde cidades,vilas e o jardim das flores estão sendo destruídas. Para deter Zero, usando a viagem do espaço (space travel), Giratina, Shaymin e Ash têm de lutar em pleno ar no Mundo Reverso. Enquanto isso, no Mundo Real, Dawn e Cia batalham com ataques de gelo na tentativa de impedir o movimento do iceberg, mas isto não adianta. Apenas então, no santuário vizinho, Regigigas desperta e diz: “You’re not so tough!” (Você não é tão forte/resistente) e puxa o iceberg de volta apenas com suas mãos. Parece impossível, mas é o que acontece. No Mundo Reverso, a batalha é decidida por Ash e Shaymin com seu Seed Flare. Zero é derrotado pelo ataque e eles assumem o controle da situação. No jardim florido, antes de partir, Shaymin, que antes estava se gabando “Be grateful to me” (Sejam gratos a mim), finalmente diz: “I’m grateful” (Eu estou agradecido). Como de costume na região, as pessoas que estão agradecidas dão buquês de Gracídias que se parecem com Shaymin. A mãe de Ash, a mãe de Dawn e a família de Brock são mostrados dando buquês de Gracídia no final do filme.

## Títulos do Filme
■Japonês: ギラティナと氷空の花束 シェイミ(Gekijōban Poketto Monsutā Daiyamondo Pāru Giratina to Sora no Hanataba Sheime)
■Inglês: Giratina and the Sky Warrior
■Brasil: Giratina e o Cavaleiro do Céu
■Portugal: Giratina e o Guerreiro Celeste

## Elenco de dublagem

### Personagens
| Personagem       | Seiyūs (Japoneses) | Dubladores (Americanos) | Dubladores (Brasileiros) |
| ---------------- | ------------------ | ----------------------- | ------------------------ |
| Satoshi/Ash      | Rica Matsumoto     | Sarah Natochenny        | Fábio Lucindo            |
| Pikachu          | Ikue Ohtani        | Ikue Ohtani             | Ikue Ohtani              |
| Hikari/Dawn      | Megumi Toyoguchi   | Emily Bauer             | Fernanda Bullara         |
| Takeshi/Brock    | Yūji Ueda          | Bill Rogers             | Alfredo Rollo            |
| Musashi/Jessie   | Megumi Hayashibara | Michele Knotz           | Isabel Cristina de Sá    |
| Kojirō/James     | Shin'ichirō Miki   | James Carter Cathcart   | Márcio Araújo            |
| Nyarth/Meowth    | Inuko Inuyama      | James Carter Cathcart   | Armando Tiraboschi       |
| Narrador         | Unshō Ishizuka     | Ken Gates               | Fábio Moura              |
| Shaymin          | Vanilla Yamazaki   | Amy Palant              | Flora Paulita            |
| Newton Graceland | Kōichi Yamadera    | Marc Thompson           | Leonardo Camilo          |
| Zero             | Nakamura Shidō II  | Lucas Gray              | Thiago Longo             |
| Enfermeira Joy   | Yuriko Yamaguchi   | Michele Knotz           | Fátima Noya              |

A dublagem brasileira foi realizada pelos Estúdios Centauro Comunicações.

### Dobragem portuguesa
- Raquel Rosmaninho
- Joana Carvalho
- Pedro Almendra
- Pedro Mendonça
- Mário Santos
- Paulo Freixinho
- Isabel Queirós
- Marta Mota
- Rodrigo Santos
- Ivo Bastos
- Rute Pimenta
- Pedro Manana
- Zélia Santos
- Isabel Nunes
- Produtor Executivo: Kenji Okubo
- Produtor: Toshifumi Yoshida
- Linha de Produção: Daniela Baggio Morano
- Produção: SDI Media em cooperação com 103 Todd-AO Estúdios, S.L.
- Assistentes de Produção: Paweł Przedlacki, Beatriz Escudero, Beni Castiñeira, Amélia Almeida
- Supervisor de Som: Hugo Ferraz
- Direção de Vozes/ADR Engenharia: Raquel Rosmaninho, Hugo Ferraz
- Adaptação do Script: Sérgio Figueiredo
- Tradução do Script: Sérgio Figueiredo
- Cronometragem do Script: Amélia Almeida
- Mix: SDI Media Poland
- Edição de Vídeo Online: Jakub Mech, Andrzej Szypulski
- Versão portuguesa de "Beautiful World", Letras de: João Guimarães
- Performado por: Nelson Antunes, João Guimarães

## Histórico de lançamento
| País           | Data de lançamento      |
| -------------- | ----------------------- |
| Japão          | 19 de Julho de 2008     |
| Estados Unidos | 13 de Fevereiro de 2009 |
| Brasil         | 9 de Abril de 2010      |
| Portugal       | 13 de Junho de 2011     |